# Leviathan (film)
Leviathan (Russisch: Левиафан) is een Russische film uit 2014 onder regie van Andrej Zvjagintsev. De film is een moderne herwerking van het Boek van Job. De film ging in première op 23 mei op het Filmfestival van Cannes en maakte deel uit van de competitie op het Film Fest Gent 2014.

## Verhaal
In een klein kustdorp aan de Barentszzee zwaait de corrupte burgemeester Vadim de scepter. Kolja woont er samen met zijn vrouw Lilja en tienerzoon Romka. De burgemeester heeft zijn zinnen gezet op het land van Kolja, die de strijd moet aangaan met het corrupte systeem. Kolja krijgt hierbij de hulp van een advocaat uit Moskou.

## Rolverdeling
- Aleksej Serebrjakov als Kolja
- Roman Madjanov als Vadim, de burgemeester
- Vladimir Vdovitsjenkov als Dmitri
- Jelena Ljadova als Lilja
- Sergej Pochodajev als Romka

## Productie
De film werd opgenomen in Kirovsk, nabij Moermansk op het schiereiland Kola. De voorbereiding begon in mei 2013 en het filmen ging door van augustus tot oktober datzelfde jaar.
Op 28 september 2014 werd de film genomineerd voor Rusland voor de Oscars 2015 in de categorie Beste niet-Engelstalige film.

## Prijzen en nominaties
| jaar                | prijs            | categorie                       | genomineerde(n) | uitslag |
| ------------------- | ---------------- | ------------------------------- | --------------- | ------- |
| 2014                |                  |                                 |                 |         |
| Festival van Cannes | Prix du scénario | Andrej Zvjagintsev & Oleg Negin | Gewonnen        |         |
| Festival van Cannes | Gouden Palm      | Andrej Zvjagintsev              | Genomineerd     |         |